# Électro-érosion
Pour les articles homonymes, voir EDM.
Lélectro-érosion, ou éléctroérosion, en anglais electrical discharge machining ou EDM), est un procédé d'usinage qui consiste à enlever de la matière dans une pièce en utilisant des décharges électriques.
On parle aussi d'usinage par étincelage. Cette technique se caractérise par son aptitude à usiner tous les matériaux conducteurs de l'électricité (métaux, alliages, carbures, graphites, etc.) quelle que soit leur dureté.

## Procédé
Pour usiner par électro-érosion, il faut :
- une électrode ;
- une pièce ;
- un diélectrique (liquide isolant électrique) ;
- de l'électricité.

Le procédé d'usinage consiste à faire passer un courant dans un diélectrique, afin de générer une « bulle » de vapeur ou de vide qui s'ionise et se résorbe en implosant, entraînant la destruction de la matière. Cette destruction (micro-implosion) provoque l'étincelle. Le courant de forte intensité ionise un canal à travers le diélectrique. Une décharge disruptive se produit alors, de l'électrode vers la pièce à usiner, détériorant celle-ci très localement (quelque µm2). Le diélectrique refroidit alors les particules détériorées, qui tombent dans le bac de la machine sous forme d'une boue (micro particules de matière et diélectrique).
Les vitesses d'usinage ne sont pas très élevées (entre 0,2 et 10 mm/min), mais la précision en est tout à fait l'opposé. Sur une machine bien entretenue, on peut aisément atteindre plus ou moins 5 µm sur la cote désirée.
De l'eau ou une huile diélectrique spéciale est utilisée dans le bac où la pièce usinée est immergée. Elle est continuellement filtrée. Dans le cas de l'eau, elle est aussi dé-ionisée par une résine.
Le procédé est recommandé dans les usinages de matériaux très durs (mais impérativement conducteurs), des aciers trempés, ou encore dans les cas où la complexité de la pièce l'exige.

## Types d'usinage
Il existe trois types d'usinage par électro-érosion :
- l'électroérosion par enfonçage, dans laquelle une électrode de forme complémentaire à la forme à usiner s'enfonce dans la pièce ;
- l'électroérosion par fil, où un fil conducteur animé d'un mouvement plan et angulaire découpe une pièce suivant une surface réglée ;
- le perçage rapide, qui utilise une électrode tubulaire pour percer les matériaux très durs.

## Possibilités et avantages
L'électroérosion est particulièrement adaptée à la réalisation des empreintes des moules pour l'injection. Elle est également utilisée pour obtenir un état de surface granité (dû à l'étincelage). Des états de surface proches du poli-miroir sont possibles, en abaissant l'intensité du courant à quelques dixièmes d'ampères.

### Applications
- Usinage des métaux durs ou trempés, carbures.
- Usinage de pièces délicates préalablement traitées, évite les déformations, suppression des efforts de bridage (la pièce n'étant jamais en contact avec l'outil).
- Obtention de formes quelconques.
- Extraction d'outils cassés (forets, tarauds).
- Usinage de formes spéciales (trous de section carrée, triangulaire, en hélice, gravures complexes).

### Avantages
- Très bonne précision et bon état de surface (identique à la rectification).
- Possibilité de percer des  trous très fins.
- Pas d'actions mécaniques entre la pièce et l'outil donc pas de bridage nécessaire.

### Inconvénients
- Enlèvement de matière lent.
- Consommation électrique élevée.
- Érosion rapide de l'électrode (même en cuivre).
- Présence d'une couche dite couche blanche en général dure dans laquelle les caractéristiques du matériau de base sont modifiées (risque de micro-fissures, départs d'amorces de rupture pour les pièces soumises à des sollicitations de fatigue).